# Trattato di Sèvres
Il trattato di Sèvres è stato il trattato di pace firmato tra le potenze alleate della prima guerra mondiale e l'Impero ottomano il 10 agosto 1920 presso la città francese di Sèvres. Di fatto questo trattato non fu mai ratificato per l'opposizione dei nazionalisti turchi e quindi sostituito dal trattato di Losanna del 1923.

## Storia
Con il trattato di Sèvres, l'Impero ottomano, già drasticamente ridimensionato col trattato di Londra del 1913, si ritrovò ridotto ad un modesto Stato entro i limiti della penisola anatolica, privato di tutti i territori arabi e della sovranità sugli stretti del Bosforo e dei Dardanelli. Con esso la Grecia, realizzando la "Megali Idea", guadagnava le città di Adrianopoli e Smirne, da cui i greci sarebbero stati allontanati nel 1922, nella fase finale della guerra greco-turca e la catastrofe dell'Asia Minore, dalle truppe di Mustafa Kemal Atatürk.
Il trattato, inoltre, prevedeva ampie tutele per le minoranze presenti in Turchia e, ai suoi articoli 62-64, garantiva ai curdi la possibilità di ottenere l'indipendenza all'interno di uno Stato, i cui confini sarebbero stati definiti da una commissione della Società delle Nazioni designata ad hoc.
Il trattato ebbe quattro firmatari per conto del governo ottomano. Il trattato non venne ratificato dal Parlamento ottomano poiché questo era stato precedentemente abolito il 18 marzo 1920 e, quindi, non entrò mai in vigore. Esso ricevette il sostegno del sultano Mehmed VI, ma fu invece fortemente osteggiato da Mustafa Kemal Atatürk, il quale vinse la guerra d'indipendenza turca e costrinse le ex potenze alleate a tornare al tavolo negoziale. Le parti firmarono e ratificarono un nuovo accordo col trattato di Losanna nel 1923.

## Condizioni
Il trattato consolidò la spartizione dell'Impero ottomano seguendo gli accordi segreti stipulati tra le Potenze Alleate e le condizioni negoziate alla conferenza di Sanremo dell'aprile 1920.

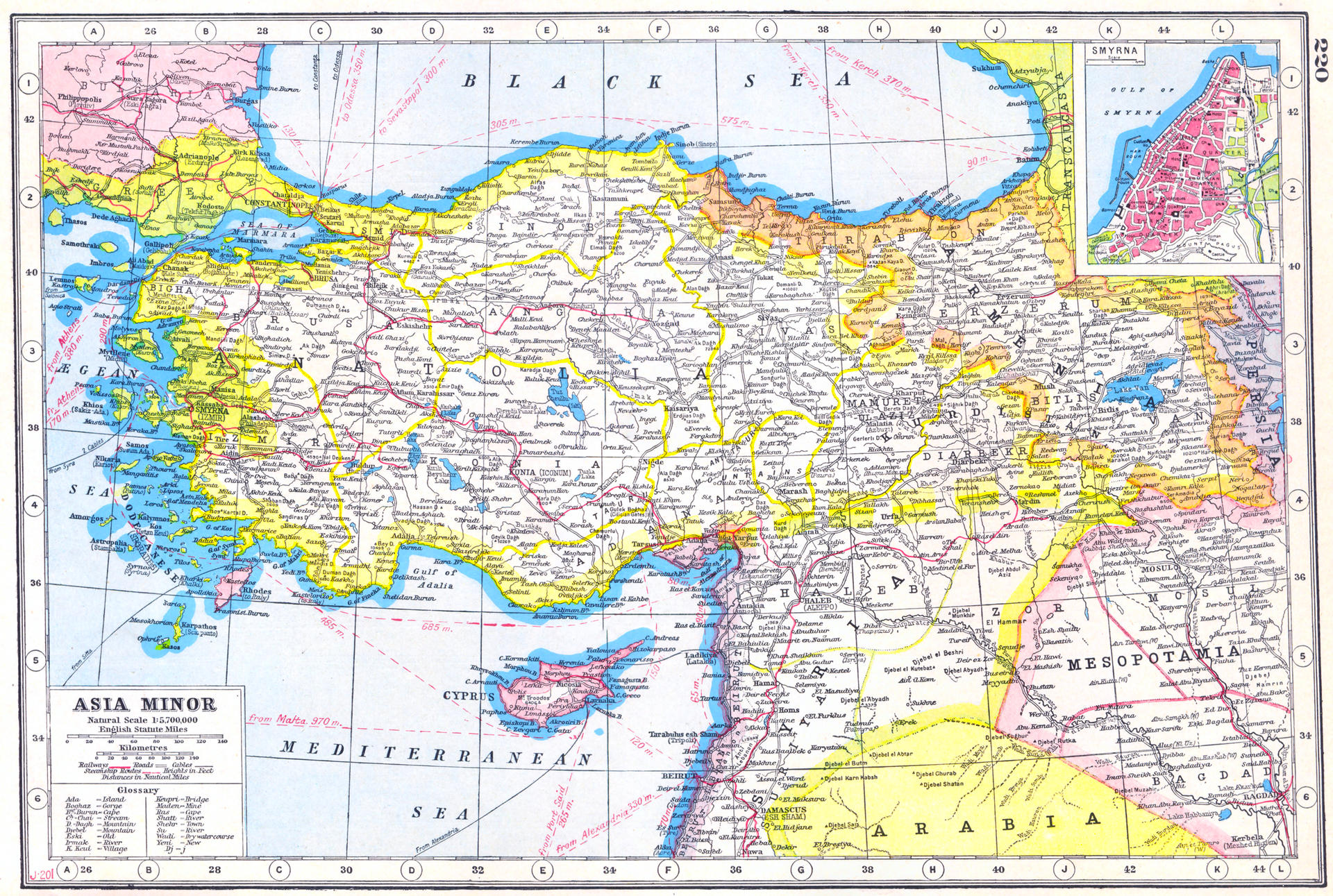
Confini del Medio Oriente secondo la conferenza di pace di Sanremo

### Medio Oriente
Venne assicurata l'indipendenza alla Prima Repubblica di Armenia (l'Armenia di Wilson) e al regno dell'Hegiaz. Per il Kurdistan invece si decise di effettuare un referendum per deciderne il destino.

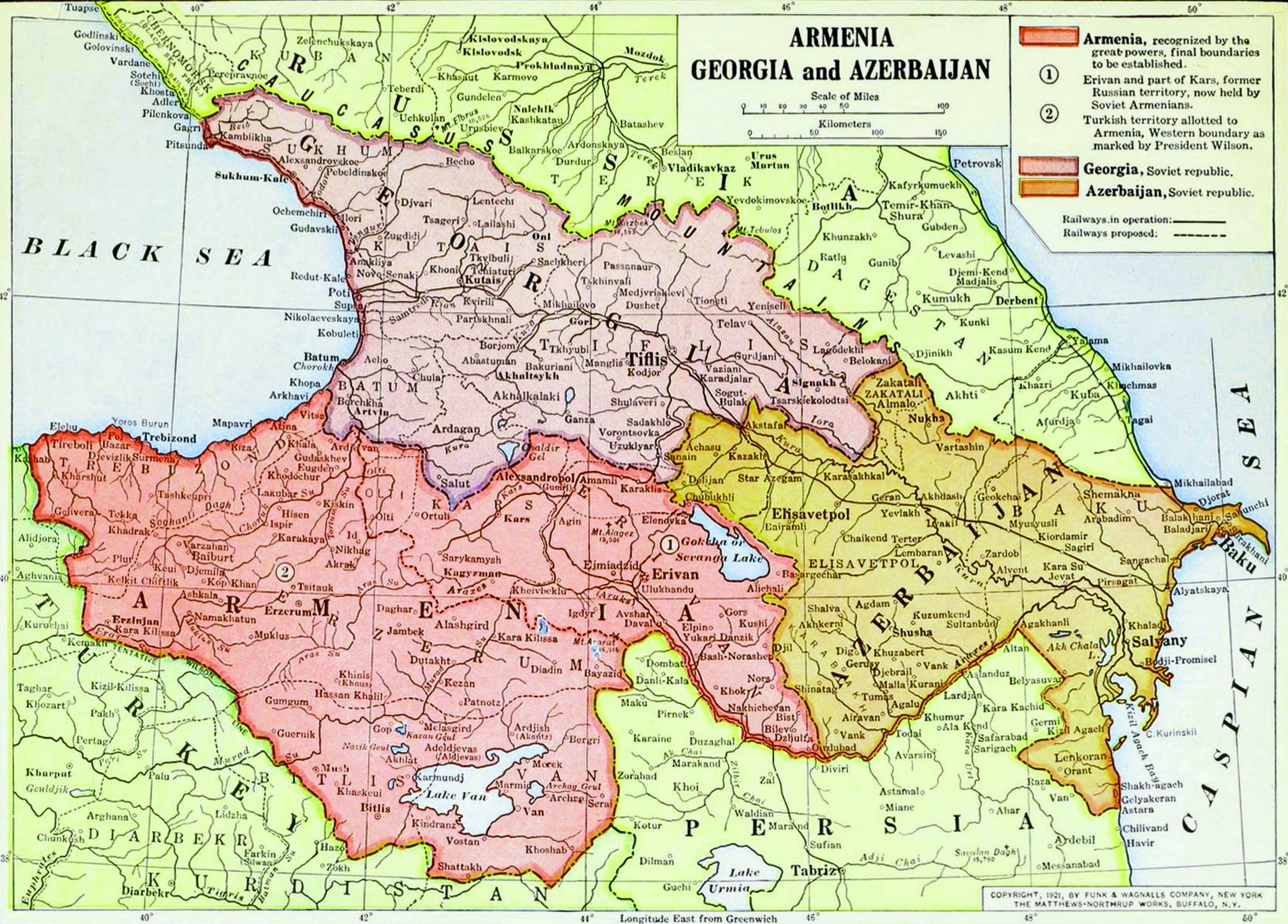
Confine occidentale dell'Armenia secondo il Trattato di Sèvres

Il Regno Unito acquisì l'Iraq, la Transgiordania e la Palestina, territori che gli furono poi assegnati come "mandato" della Società delle Nazioni.
La Francia acquisì il Libano e la Siria, anche questi territori furono poi assegnati come "mandato" della Società delle Nazioni.

### Anatolia

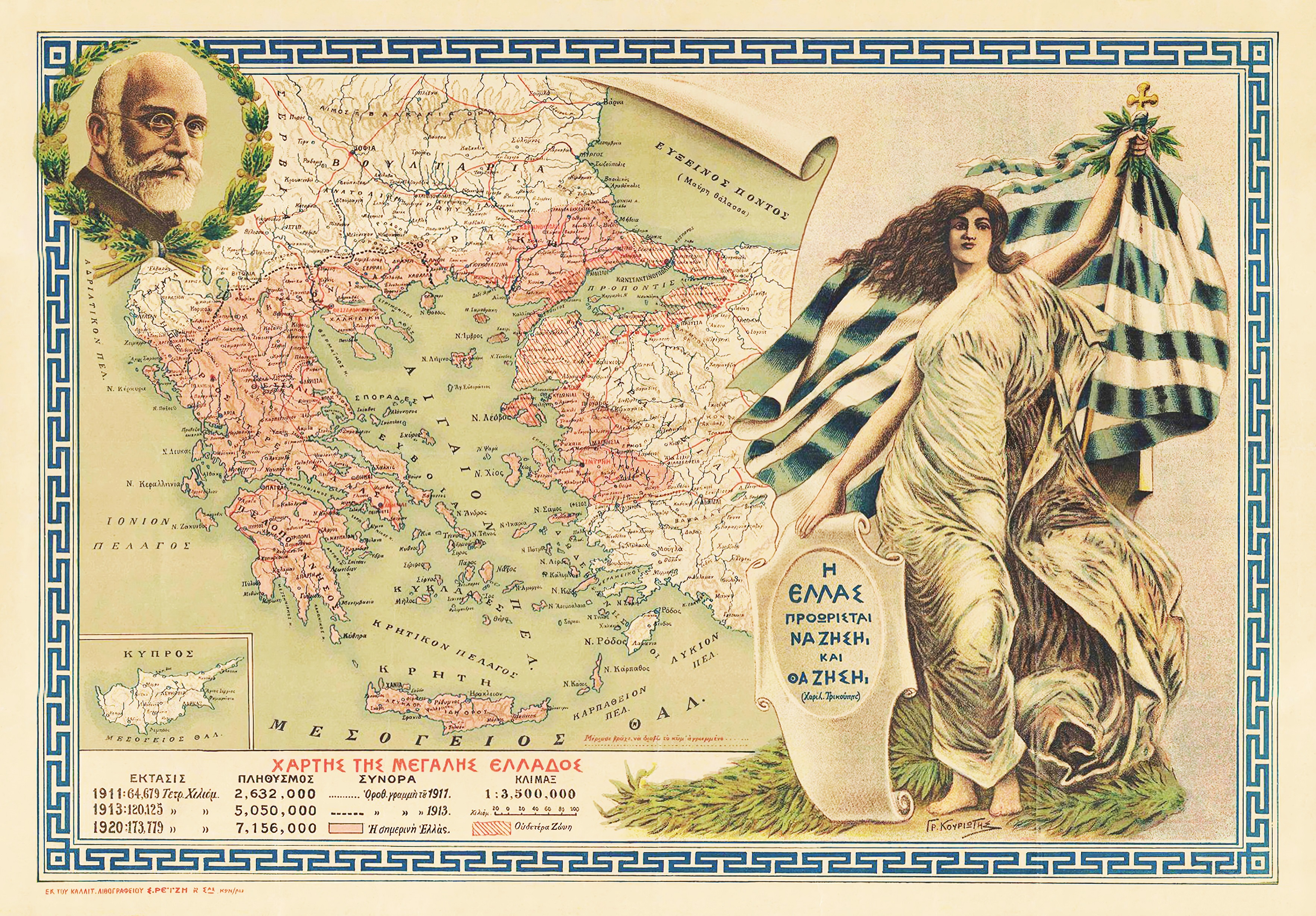
Mappa raffigurante la "Grande Grecia", con le rivendicazioni territoriali parzialmente accolte dal Trattato di Sèvres: in alto è raffigurato Eleutherios Venizelos, primo ministro e firmatario del Trattato da parte della Grecia.

L'armistizio di Mudros, seguito dall'occupazione di Smirne, stabilì il controllo greco su quest'area il 21 maggio 1919, seguito poi dalla dichiarazione di protettorato del 30 luglio 1922. Il trattato assegnò Smirne alla Grecia insieme a gran parte della Tracia e una parte dell'Anatolia occidentale.
All'Italia fu confermato il possesso delle isole del Dodecaneso (occupate fin dalla guerra italo-turca del 1911-1912, nonostante il trattato di Ouchy prevedesse la restituzione delle isole all'Impero ottomano). Gran parte dell'Anatolia meridionale e centro-orientale (la costa mediterranea e l'entroterra della Turchia) furono dichiarate zone di influenza italiana.
All'Armenia fu assegnata gran parte dell'ex Caucaso ottomano, incluse regioni (ad esempio la provincia di Trebisonda, importante porto sul Mar Nero) nelle quali ormai non c'era una presenza significativa di popolazione armena, dopo i massacri e le deportazioni cui era stata sottoposta.
La Francia ricevette la Siria e le zone confinanti dell'Anatolia sud-orientale. La Cilicia, il Kurdistan e gran parte dell'Anatolia centro-orientale vennero dichiarate zone di influenza francese.
Il Regno Unito ricevette una zona di influenza in Kurdistan in corrispondenza dei confini con l'Iraq.
La capitale dell'Impero ottomano, Istanbul, finì sotto controllo congiunto britannico-franco-italiano.
Questo trattato prevedeva 433 articoli, di cui gli aspetti più significativi erano i seguenti.
- 1) Confini: Edirne e Kırklareli andranno alla Grecia; Ceyhan, Gaziantep, Urfa, Mardin e Cizre andranno alla Siria (alleati francesi); İstanbul rimarrà la capitale dell'Impero ottomano.
- 2) Gli stretti: gli stretti di İstanbul e Çanakkale dovranno essere smilitarizzati; il controllo (e quindi il pagamento delle commissioni) del traffico marittimo dovrà essere effettuato da un ente internazionale.
- 3) Zona curda: una commissione formata da Inghilterra, Francia e Italia potrà istituire un governo locale nella parte del territorio a oriente dell'Eufrate dove, dopo un anno, la popolazione curda potrà fare domanda di indipendenza.
- 4) Smirne: la sovranità sulla città rimarrà all'Impero ottomano, mentre la Grecia governerà per cinque anni la città; al termine di questo periodo, con un plebiscito, i cittadini di Smirne decideranno se appartenere alla Grecia o all'Impero ottomano.
- 5) Armenia: l'Impero dovrà riconoscere la repubblica armena; il confine fra i due stati sarà deciso dal presidente degli Stati Uniti (Wilson il 22 novembre 1920 deciderà di cedere agli armeni Trebisonda, Erzurum e Van).
- 6) Diritti delle minoranze: l'Impero, indipendentemente dalla distinzione religiosa e linguistica, dovrà dare uguali diritti a tutti i cittadini non musulmani deportati e restituire loro gli averi sequestratigli; le minoranze saranno libere di istituire scuole ed istituti religiosi a tutti i livelli.
- 7) Milizia: le forze militari dell'Impero saranno ristrette ad un massimo di 50.700 militari e non sarà consentito avere armi sofisticate e di nuova tecnologia; la marina turca sarà soppressa; la leva non sarà obbligatoria e sarà pagata.
- 8) Capitolazioni: le capitolazioni saranno ripristinate, cioè i sudditi cristiani presenti sul territorio ottomano potranno ritornare a godere di privilegi nel campo giuridico come era avvenuto ai tempi dell'Impero bizantino.
- 9) Commercio e diritto privato: l'ordine giuridico e amministrativo turco sarà modificato nel rispetto delle norme stabilite dagli Alleati.

La firma di questo trattato fu fortemente contestata da parte dei nazionalisti turchi; infatti coloro che aderirono furono considerati dei traditori e impiccati al loro rientro. Guidati da Mustafa Kemal Atatürk, i nazionalisti si ribellarono al sultanato di Istanbul e stabilirono un governo separatista ad Ankara. Questo rappresentò l'inizio di quella che comunemente viene definita “la guerra d'indipendenza turca”.

### Il ridimensionamento dell'esercito
L'esercito ottomano doveva essere limitato a 50.700 uomini, e la marina ottomana poteva mantenere solo sette sloop e sei torpediniere. All'Impero ottomano fu proibito di creare una forza aerea. Il trattato includeva una commissione interalleata di controllo e organizzazione per supervisionare l'esecuzione delle clausole militari.

### Kurdistan

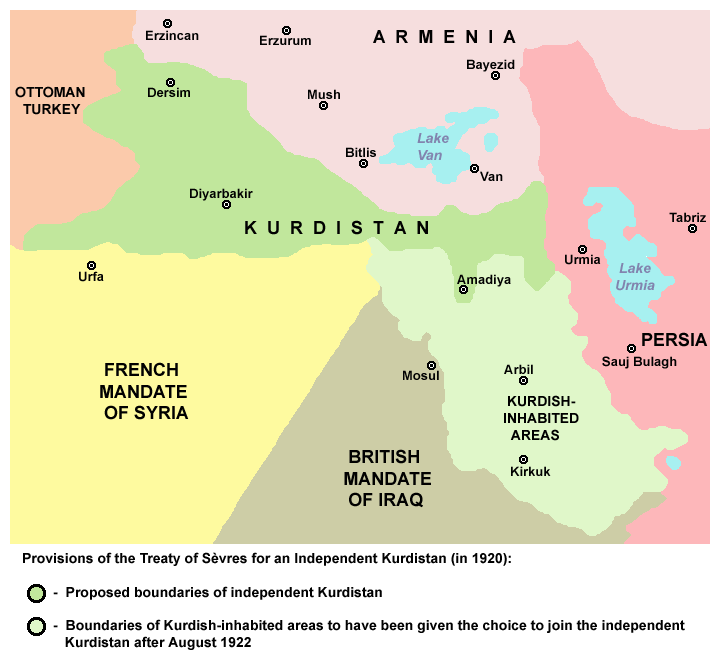
Il Kurdistan e le zone limitrofe secondo il trattato di Sèvres

La caduta dell'Impero ottomano e la nascita del moderno Stato della Turchia indussero i curdi a provare a ritagliarsi un proprio Stato nazionale. Si pose però un problema preliminare, in quanto non c'era un consenso generale su quali dovessero essere i confini di questo nuovo Stato, a causa delle differenze tra i territori abitati dalla popolazione curda e i confini politici e amministrativi della regione.
I confini di un "Kurdistan" come entità politica riconosciuta furono proposti da Serif Pasha, il rappresentante della Società per l'ascesa del Kurdistan alla Conferenza di pace di Parigi.
Le frontiere del Kurdistan, da un punto di vista etnografico, iniziavano a nord a Ziven, sul confine caucasico, e continuano verso ovest fino a Erzurum, Erzincan, Kemah, Arapgir, Besni e Divick; a est, Ravandiz, Başkale, Vezirkale, cioè la frontiera della Persia fino al monte Ararat.
Questo causò notevoli controversie tra nazionalisti curdi, poiché veniva esclusa la regione del Van. Emin Ali Bedirham propose infatti una soluzione che includesse il Van e uno sbocco al mare nella provincia turca dell'Hatay. Durante una dichiarazione congiunta tra una delegazione curda ed una armena vennero ritirate le rivendicazioni curde su Erzurum e Samsun, ma rimase un contenzioso rispetto alla sovranità su Ağrı e Muş.
Nessuna di queste due proposte fu accolta dal Trattato di Sèvres, il quale delineò un Kurdistan tronco situato laddove ora si trova la Turchia (lasciando fuori i curdi dell'Iran, dell'Iraq britannico e della Siria francese). In ogni caso neanche quest'accordo entrò in vigore, dato che il Trattato di Sèvres fu sostituito dal Trattato di Losanna. L'attuale confine turco-iracheno fu negoziato nel 1926. Il trattato prevedeva la divisione dell'Impero ottomano in diverse entità, molte delle quali nelle mani delle potenze europee vincitrici della Grande Guerra.
L'esercito ottomano veniva ridotto a 50.000 unità; la marina poteva mantenere solo 13 imbarcazioni e all'impero veniva proibito di avere una forza aerea. Il Bosforo, lo stretto dei Dardanelli e il mar di Marmara (i cosiddetti Stretti turchi) furono smilitarizzati e trasformati in territori internazionali.

## Interpretazioni

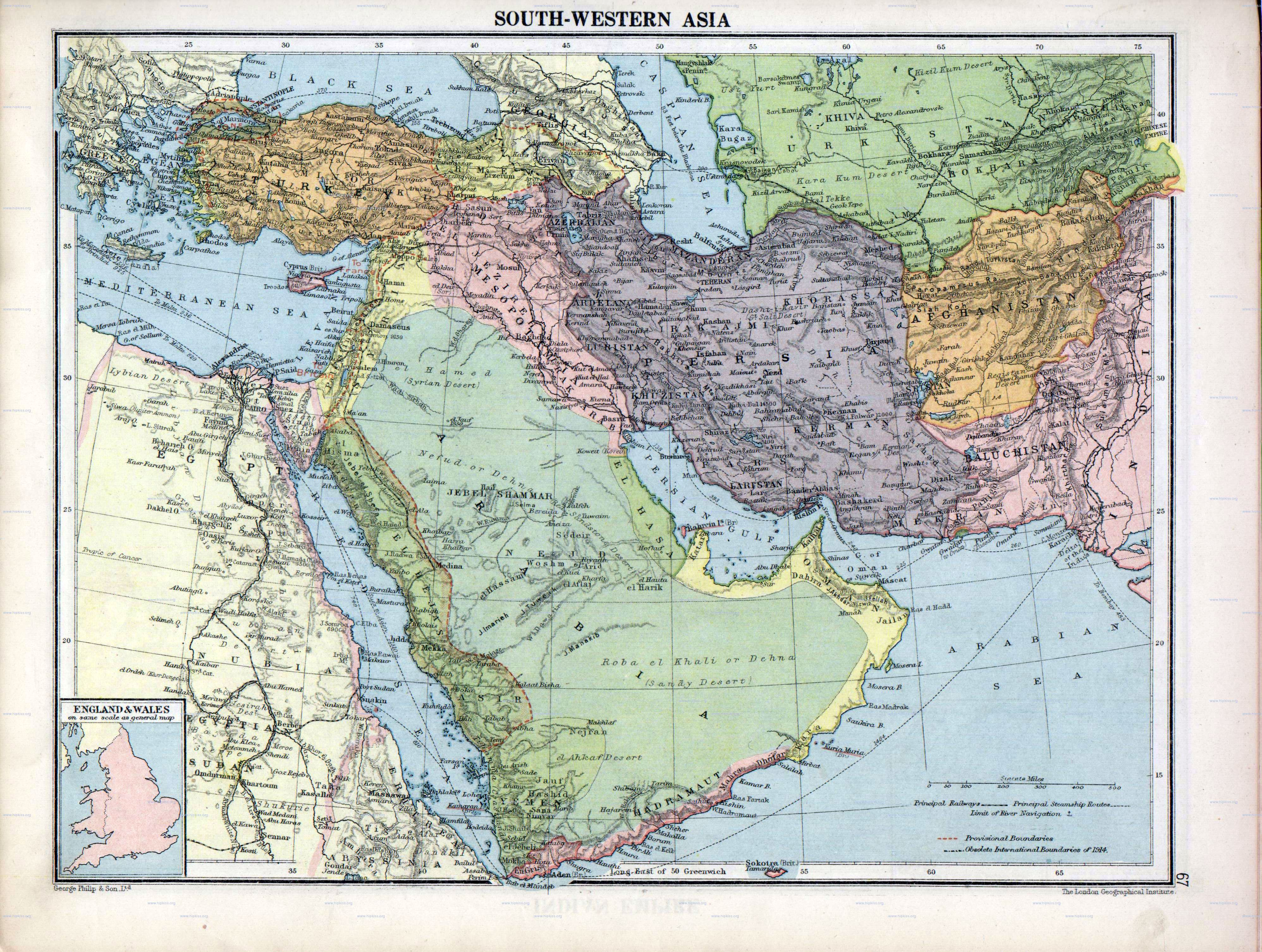
Suddivisione del Medioriente secondo il trattato del 1920

Il principio della riorganizzazione, su base etnica, della carta dell'Europa, accolto dal trattato in base ai Quattordici punti di Woodrow Wilson, paradossalmente - secondo lo storico britannico Eric Hobsbawm - fornì una giustificazione alle successive pulizie etniche e, addirittura, all'Olocausto degli Ebrei e al genocidio di molte minoranze europee e asiatiche.
L’idea del nemico che vuole dividere il paese è stata per decenni – ed è tuttora – parte integrante della psicologia collettiva turca: è quella che può essere definita la “sindrome di Sèvres”.

## L'annullamento del trattato
Il trattato di Sèvres fu fortemente contestato da parte dei nazionalisti turchi, che, guidati da Mustafa Kemal Atatürk, si ribellarono al governo imperiale di Istanbul e stabilirono un governo separatista ad Ankara. Durante la guerra d'indipendenza turca riuscirono a resistere alle forze di Grecia, Francia e Armenia e si assicurarono un territorio in gran parte pari a quello dell'attuale Turchia, esclusa la Provincia di Hatay annessa nel 1939.
Il movimento nazionalista turco fu riconosciuto dalla comunità internazionale a seguito della firma dei seguenti accordi: il trattato di Mosca del 16 marzo 1921 con l'Unione Sovietica, il trattato di Ankara con la Francia, che pose fine alla guerra franco-turca, il trattato di Alessandropoli e il trattato di Kars, che fissarono i confini esterni.
La successione di questi eventi costrinse le Potenze Alleate della prima guerra mondiale a tornare al tavolo del negoziato con i turchi e a firmare, nel 1923, il trattato di Losanna, con il quale veniva annullato e sostituito il trattato di Sèvres e venivano assegnate ai Turchi l'intera Anatolia, la Tracia orientale con Edirne e le isole egee di Imbro e Tenedo.